# Monroe (Indiana)
Monroe é uma cidade  localizada no estado americano de Indiana, no Condado de Adams.

## Demografia
Segundo o censo americano de 2000, a sua população era de 734 habitantes.
Em 2006, foi estimada uma população de 769, um aumento de 35 (4.8%).

## Geografia
De acordo com o United States Census Bureau tem uma área de
1,2 km², dos quais 1,2 km² cobertos por terra e 0,0 km² cobertos por água.

## Localidades na vizinhança
O diagrama seguinte representa as localidades num raio de 16 km ao redor de Monroe.